# Leptosphaeria macrospora
Leptosphaeria macrospora är en svampart som beskrevs av Thüm. 1882. Enligt Catalogue of Life ingår Leptosphaeria macrospora i släktet Leptosphaeria,  och familjen Leptosphaeriaceae, men enligt Dyntaxa är tillhörigheten istället släktet Leptosphaeria,  och familjen Phaeosphaeriaceae. Arten är reproducerande i Sverige. Inga underarter finns listade i Catalogue of Life.